# Verfügbarkeitsprämie
Der Begriff Verfügbarkeitsprämie bzw. Convenience Yield ist der Ertrag, der dem Halter eines Gutes allein durch seinen Besitz in Zeiten von drohenden und tatsächlichen Lieferengpässen erwächst. Hierbei beinhaltet laut Nicholas Kaldor der Convenience Yield keine Aufwertung des Gutes.
Der Convenience Yield bezeichnet eine Anpassung im Cost-of-Carry-Modell. Sie ist die Variable, die dafür sorgt, dass bei Rohstoffen inverse Terminstrukturen vorzufinden sind und ist eine Erklärungsgröße in der „Theory of Storage“.
Die „Theory of Storage“, deren ursprüngliches Konzept von Nicholas Kaldor (1939) aufgegriffen wurde, hat zum Ziel, die Differenzen zwischen Kassa- und Futurepreisen zu erklären, indem sie versucht, zu analysieren, warum Händler Lagerbestände halten (Geman, 2005). Während der Entwicklung dieser Theorie wurde die Notwendigkeit, tatsächliche Lagerbestände und Produktionsmengen in die Erklärung einzubeziehen, hervorgehoben.

## Unterscheidung
In Bezug auf die Produktion von Waren unterscheidet Kaldor zwischen zwei Güterarten: Gebrauchsgütern und Verbrauchsgütern.
Bei Verbrauchsgütern, zu denen er Rohstoffe zählt, können die Möglichkeiten Lagerbestände ab- oder aufzubauen in bestimmten Situationen sehr beschränkt sein. Daher fällt oder steigt der Convenience Yield dieser Güter in bestimmten Situationen stark. Dies ist bei Gebrauchsgütern nicht der Fall.
Im Folgenden werden lediglich Verbrauchsgüter – Rohstoffe – betrachtet.
Kaldor (1939) und Working (1949) bezeichnen den Convenience Yield als einen Erlös, der dem Eigentümer eines Rohstoffs zufließt. Hier könnte man den Convenience Yield mit der Dividende einer Aktie vergleichen.
Brennan (1958) und Telser (1958) betrachten den Convenience Yield eher als eine Art Option, die es dem Eigentümer erlaubt, einen Rohstoff zu verkaufen, wenn die Preise hoch genug sind.
Der Convenience Yield ist auch als eine Absicherung gegen Produktionsausfälle zu sehen, da ein Unternehmen, das Rohstoffe verbraucht, nur dann kontinuierlich arbeiten kann, wenn es die erforderlichen Rohstoffe besitzt (Geman, 2005).

## Arbitragefreiheit
Es soll nun die in der Literatur weit verbreitete arbitragefreie Beziehung zwischen dem Kassa- und dem Futurepreis in Verbindung mit dem Convenience Yield, der hier eindeutig die Eigenschaft der Dividende einer Aktie hat, erläutert werden.
Das Muster der Vorgehensweise ist Geman, Commodities and commodity derivates, 2005 nachempfunden (dort wurden Aktien verwendet).
Es sei angenommen, dass man heute einen Rohstoff {\displaystyle i\ } zu einem Preis {\displaystyle S_{\text{it}}\ } kauft und sich das nötige Geld hierfür zu einem risikofreien Zins von {\displaystyle r_{tT}\ } für einen Zeitraum von {\displaystyle T-t\ } borgt. Außerdem verkauft man einen Future auf genau diesen Rohstoff (mit der entsprechenden Menge, Verfallsdatum etc.) {\displaystyle F_{itT}\ }. Es wird hier aus Vereinfachsgründen davon ausgegangen, dass der Convenience Yield und die Lagerkosten Null sind. Dann erhält man folgende Strategie:
|                                      | t                                | T                                                    |
| ------------------------------------ | -------------------------------- | ---------------------------------------------------- |
| Kauf des Rohstoffs {\displaystyle i} | {\displaystyle -S_{\text{it}}\ } | Lieferung                                            |
| Kreditaufnahme                       | {\displaystyle +S_{\text{it}}\ } | {\displaystyle -S_{\text{it}}e^{r_{\text{tT}}(T-t)}} |
| Verkauf Future                       | {\displaystyle -\ }              | {\displaystyle +F_{\text{itT}}\ }                    |

Wichtig hierbei ist, dass alle Cash-Flows, die am Ende der Periode erzeugt werden, unabhängig sind vom Kassapreis {\displaystyle S_{\text{iT}}}, der stochastisch ist. Damit handelt es sich um eine risikolose Strategie, die auch arbitragefrei ist. Da sie im Zeitpunkt {\displaystyle t} einen Wert von Null hat, muss sie diesen auch am Ende der Periode aufgrund der Arbitragefreiheit haben. Daher gilt folgender Zusammenhang:
{\displaystyle F_{\text{itT}}=S_{\text{it}}e^{r_{\text{tT}}(T-t)}}
Nun wird der kontinuierliche Convenience Yield eingeführt. Aus Gründen der Übersicht wird er als Netto-Convenience Yield {\displaystyle c_{\text{tT}}^{N}}, der für den Zeitraum von {\displaystyle T-t\ } gilt, definiert. Das bedeutet, dass vom Brutto-Wert {\displaystyle c_{\text{tT}}\ } die Lagerkosten {\displaystyle w_{\text{tT}}\ } abgezogen werden. Der Halter des Rohstoffs erhält den kontinuierlichen Convenience Yield über den Zeitraum {\displaystyle (t,t+dt)\ }. Eine Annahme, bei der es in der Realität sicherlich schwer sein wird, eine Bestätigung zu finden, ist, dass dieser Convenience Yield nun kontinuierlich reinvestiert wird. Dies würde bedeuten, dass erstens sofort ein Convenience Yield {\displaystyle c_{\text{tT}}^{N}S_{\text{it}}dt} ausgezahlt wird (fraglich) und man zweitens tatsächlich sofort einen bestimmten Anteil eines Rohstoffs dafür physisch kaufen kann (fraglich).
Aufgrund der kontinuierlichen Reinvestition entspricht das Wachstum unseres Vermögens nun {\displaystyle e^{c_{\text{tT}}^{N}(T-t)}}. Um die Arbitragebeziehung anschaulich zu machen, wird ein Rohstoff für {\displaystyle -e^{-c_{\text{tT}}^{N}(T-t)}S_{\text{it}}} in {\displaystyle t\ } gekauft.
|                                            | t                                                         |                                      | T                                                                        |
| ------------------------------------------ | --------------------------------------------------------- | ------------------------------------ | ------------------------------------------------------------------------ |
| teilweiser Kauf Rohstoff {\displaystyle i} | {\displaystyle -e^{-c_{\text{tT}}^{N}(T-t)}S_{\text{it}}} | kont. Reinvest. in {\displaystyle i} | Erhalt 100 % des Rohstoffs                                               |
| Kreditaufnahme                             | {\displaystyle +e^{-c_{\text{tT}}^{N}(T-t)}S_{\text{it}}} | {\displaystyle -\ }                  | {\displaystyle -S_{\text{it}}e^{(r_{\text{tT}}-c_{\text{tT}}^{N})(T-t)}} |
| Verkauf Future                             | {\displaystyle -\ }                                       | {\displaystyle -\ }                  | {\displaystyle +F_{\text{itT}}\ }                                        |

Wiederum handelt es sich um ein risikofreies, arbitragefreies Geschäft. Die Beziehung zwischen dem Futurepreis und dem Kassapreis lässt sich jetzt wegen {\displaystyle c_{\text{tT}}^{N}=c_{\text{tT}}-w_{\text{tT}}} darstellen als:
{\displaystyle F_{\text{itT}}=S_{\text{it}}e^{(r_{\text{tT}}+w_{\text{tT}}-c_{\text{tT}}){(T-t)}}}
Mit diesem Zusammenhang können die beiden (reinen) Zustände einer Terminstruktur erklärt werden.
Eine Terminstruktur ist entweder im Contango (normal), wenn die Preise der nahen Verfallstermine kleiner sind als die der fernen Verfallstermine. Oder sie ist in der Backwardation (invers), wenn der aufgrund eines drohenden Ausverkaufs gestiegene Convenience Yield dafür sorgt, dass die Preise der nahen Verfallstermine größer sind als die der fernen.